# Республика Корея на зимних Азиатских играх 2011
Республика Корея приняла участие в 7-х зимних Азиатских играх, проводившихся в 2011 году в Астане и Алма-Ате. В 10 видах спорта приняли участие 108 представителей этой страны. По результатам Игр сборная Республики Кореи завоевала 38 медалей: 13 золотых, 12 серебряных и 13 бронзовых.

## Медалисты
| Золото  | |                                                                    |
| №       | Спортсмены | Вид спорта (дисциплина)                                            |
| 1       | Чон Дон Хён | Горнолыжный спорт (суперкомбинация, мужчины)                       |
| 2       | Ким Сон Чу | Горнолыжный спорт (скоростной спуск, женщины)                      |
| 3       | Ким Сон Чу | Горнолыжный спорт (супергигант, женщины)                           |
| 4       | Ли Сын Хун | Конькобежный спорт (5000 м, мужчины)                               |
| 5       | Ли Сын Хун | Конькобежный спорт (10000 м, мужчины)                              |
| 6       | Ли Сын Хун | Конькобежный спорт (масс-старт, мужчины)                           |
| 7       | Но Сон Ён | Конькобежный спорт (масс-старт, женщины)                           |
| 8       | Ли Джу Ён Но Сон Ён Пак То Ён | Конькобежный спорт (командная гонка, женщины)                      |
| 9       | Ли Чхэ Вон | Лыжные гонки (индивидуальная гонка свободным стилем, женщины)      |
| 10      | Но Джин Гю | Шорт-трек (1500 м, мужчины)                                        |
| 11      | Ли Хо Сок Но Джин Гю Сон Си Бэк Ким Бён Чжун Ум Чен Хо | Шорт-трек (эстафета, мужчины)                                      |
| 12      | Пак Сын Хи | Шорт-трек (1000 м, женщины)                                        |
| 13      | Чо Хэ Ри | Шорт-трек (1500 м, женщины)                                        |
| Серебро | |                                                                    |
| №       | Спортсмены | Вид спорта (дисциплина)                                            |
| 1       | Джонг Со Ра | Горнолыжный спорт (суперкомбинация, женщины)                       |
| 2       | Ли Ган Сок | Конькобежный спорт (500 м, мужчины)                                |
| 3       | Мо Тхэ Бом | Конькобежный спорт (1500 м, мужчины)                               |
| 4       | Ли Гю Хёк Ли Сын Хун Мо Тхэ Бом | Конькобежный спорт (командная гонка, мужчины)                      |
| 5       | Но Сон Ён | Конькобежный спорт (1500 м, женщины)                               |
| 6       | Ким Бо Рым | Конькобежный спорт (3000 м, женщины)                               |
| 7       | Пак То Ён | Конькобежный спорт (5000 м, женщины)                               |
| 8       | Ким Я Юн Ли Ха На Чой Сил Би | Лыжное ориентирование (эстафета, женщины)                          |
| 9       | Ум Чен Хо | Шорт-трек (1500, мужчины)                                          |
| 10      | Чо Хэ Ри | Шорт-трек (1000 м, женщины)                                        |
| 11      | Пак Сын Хи | Шорт-трек (1500 м, женщины)                                        |
| 12      | Пак Сын Хи Чо Хэ Ри Ян Син Ён Хван Хён Сун | Шорт-трек (эстафета, женщины)                                      |
| Бронза  | |                                                                    |
| №       | Спортсмены | Вид спорта (дисциплина)                                            |
| 1       | Чон Дон Хён | Горнолыжный спорт (скоростной спуск, мужчины)                      |
| 2       | Ким Ву Сун | Горнолыжный спорт (суперкомбинация, мужчины)                       |
| 3       | Юнг Хай Ме | Горнолыжный спорт (супергигант, женщины)                           |
| 4       | Ли Гю Хёк | Конькобежный спорт (1500 м, мужчины)                               |
| 5       | Ли Сан Хва | Конькобежный спорт (500 м, женщины)                                |
| 6       | Ли Джу Ён | Конькобежный спорт (масс-старт, женщины)                           |
| 7       | Ким Я Юн | Лыжное ориентирование (длинная дистанция, женщины)                 |
| 8       | Пак Пён Чу Чон Ый Мён | Лыжные гонки (командный спринт, мужчины)                           |
| 9       | Лим Ый Кю Ха Тхэ Пок Ли Чон Киль Пак Пён Чу | Лыжные гонки (эстафета, мужчины)                                   |
| 10      | Чхве Хын Чхоль Кан Чхиль Гу Чхве Ён Чжик Ким Хён Ги | Прыжки с трамплина (большой трамплин К125, командные соревнования) |
| 11      | Квак Мин Чжон | Фигурное катание (женщины)                                         |
| 12      | Ым Хён Сын Пак Сун Дже Ким У Чжэ Ким Юн Хван Ким У Ён Ли Дон Ку Ким Дон Хван Ким Хён Су Ким Сан Ук Ким Хе Ок Сон Дон Хван Ким Гю Хан Ким Гын Хо Ким Вон Джун Ким Ки Сун Пак У Сан Квон Тэ Ан Чо Мин Хо Щин Сан У Чой Джун Сик Ли Ён Джун Со Син Иль Ан Хён Мин | Хоккей с шайбой (мужчины)                                          |
| 13      | Сон Си Бэк | Шорт-трек (1000 м, мужчины)                                        |

## Результаты соревнований

### Биатлон
Мужчины
| Соревнование         | Спортсмены                           | Стрельба | Время     | Отставание | Место |
| -------------------- | ------------------------------------ | -------- | --------- | ---------- | ----- |
| спринт               | Ли Ин Бок                            | 2+2      | 31:35,9   | +2:34,3    | 7     |
| спринт               | Ли Су Ён                             | 1+2      | 32:33,5   | +3:31,9    | 8     |
| гонка преследования  | Ли Ин Бок                            | DNS      | DNS       | DNS        | DNS   |
| гонка преследования  | Ли Су Ён                             | 0+1+1+4  | 44:00,7   | +8:17,9    | 7     |
| индивидуальная гонка | Ли Ин Бок                            | 1+0+1+1  | 1:05:53,6 | +5:12,4    | 5     |
| индивидуальная гонка | Юн Е Юк                              | 1+1+0+0  | 1:05:19,7 | +4:38,5    | 4     |
| эстафета             | Юн Е Юк Ли Ин Бок Ли Су Ён Ли Юн Сик | 7+15     | 1:31:13,0 | +10:09,5   | 4     |

Женщины
| Соревнование         | Спортсмены                                  | Стрельба | Время     | Отставание | Место |
| -------------------- | ------------------------------------------- | -------- | --------- | ---------- | ----- |
| спринт               | Мун Джи Хи                                  | 3+1      | 25:52,1   | +2:40,0    | 5     |
| спринт               | Чу Киюн Ми                                  | 2+3      | 28:12,2   | +5:00,1    | 8     |
| индивидуальная гонка | Мун Джи Хи                                  | 2+0+1+1  | 56:42,1   | +3:25,3    | 4     |
| индивидуальная гонка | Чу Киюн Ми                                  | 0+1+0+3  | 1:00:34,5 | +7:17,7    | 7     |
| эстафета             | Чу Киюн Ми Мун Джи Хи Ким Со Ра Ким Гён Нам | 1+17     | 1:35:19,5 | +10:02,5   | 4     |

### Горнолыжный спорт
Мужчины
| Соревнование     | Спортсмены  | Супергигант | Супергигант | Скоростной спуск / Слалом | Скоростной спуск / Слалом | Всего   | Отставание | Место |
| Соревнование     | Спортсмены  | Время       | Место       | Время                     | Место                     | Всего   | Отставание | Место |
| ---------------- | ----------- | ----------- | ----------- | ------------------------- | ------------------------- | ------- | ---------- | ----- |
| скоростной спуск | Ким Ву Сун  | —           | —           | 1:31,67                   | 6                         | 1:31,67 | +4,15      | 6     |
| скоростной спуск | Чон Дон Хён | —           | —           | 1:29,78                   | 3                         | 1:29,78 | +2,26      | 3     |
| супергигант      | Ким Ву Сун  | DSQ         | DSQ         | DSQ                       | DSQ                       | DSQ     | DSQ        | DSQ   |
| супергигант      | Чон Дон Хён | DNF         | DNF         | DNF                       | DNF                       | DNF     | DNF        | DNF   |
| суперкомбинация  | Ким Ву Сун  | 1:05,13     | 3           | 42,61                     | 3                         | 1:47,74 | +2,04      | 3     |
| суперкомбинация  | Чон Дон Хён | 1:04,40     | 2           | 41,30                     | 1                         | 1:45,70 | —          | 1     |

Женщины
| Соревнование     | Спортсмены | Супергигант | Супергигант | Скоростной спуск / Слалом | Скоростной спуск / Слалом | Всего   | Отставание | Место |
| Соревнование     | Спортсмены | Время       | Место       | Время                     | Место                     | Всего   | Отставание | Место |
| ---------------- | ---------- | ----------- | ----------- | ------------------------- | ------------------------- | ------- | ---------- | ----- |
| скоростной спуск | Ким Сон Чу | —           | —           | 1:37,61                   | 1                         | 1:37,61 | —          | 1     |
| скоростной спуск | Юнг Хай Ме | —           | —           | 1:40,34                   | 4                         | 1:40,34 | +2,73      | 4     |
| супергигант      | Ким Сон Чу | 1:10,83     | 1           | —                         | —                         | 1:10,83 | —          | 1     |
| супергигант      | Юнг Хай Ме | 1:12,31     | 1           | —                         | —                         | 1:12,31 | +1,48      | 3     |
| суперкомбинация  | Ким Сон Чу | 1:08,31     | 1           | DSQ                       | DSQ                       | DSQ     | DSQ        | DSQ   |
| суперкомбинация  | Ён Со Ра   | 1:12,77     | 5           | 50,87                     | 1                         | 2:03,64 | +2,23      | 2     |